# Кліпер (космічний апарат)

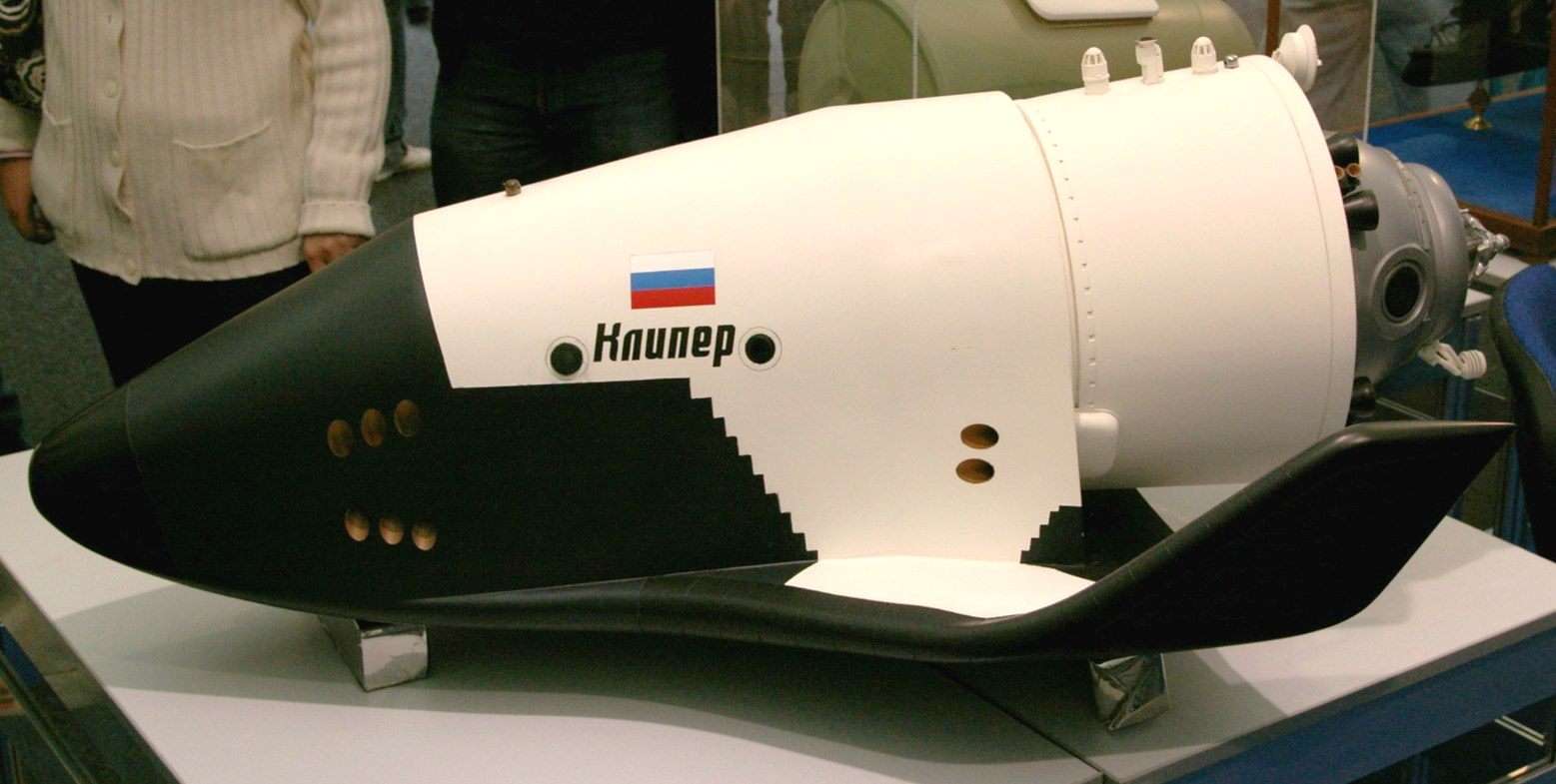
Макет з авіасалону Ле Бурже

«Кліпер» (рос. Клипер) — проєкт багаторазового космічного літального апарата. Розробка проєкту здійснюється РКК «Енергія» з 2000 року. Корабель має прийти на зміну космічним кораблям серії «Союз». У зв'язку із великою вартістю проєкту — близько 1 млрд дол. — і відмовою у фінансуванні зі сторони уряду РФ та ЕКА, проєкт розвивається повільно і виключно на кошти корпорації.
Спочатку планувалося, що перший політ відбудеться у 2013 році. Потім було перенесено на 2014 р.
Був проведений конкурс на новий російський корабель, переможцем якого 6 квітня 2009 року була оголошена РКК «Енергія», котра мала до 2018 року створити безкрилий частково-багаторазовий пілотований транспортний корабель нового покоління (ПТКНП, «Русь») за широкого застосування систем, що проєктувалися для «Кліпера».
Станом на 2020 рік програма не розвивається.

## Історія створення
Роботи з проєктування пілотованих кораблів в РКК «Енергія» завжди були пріоритетними. Навіть в 90-ті роки відбувалась модифікація кораблів «Союз ТМ», планувалась подальша модернізація («Союз ТММ», «Союз ТМС»). В другій половині 90-х провідний аеродинамік РКК Андрій Решетін запропонував новий корабель за схемою «тримальний корпус» — проміжний варіант між крилатим Шаттлом і балістичною капсулою «Союза». У рамках НДОКРа була розрахована аеродинаміка корабля, а його модель продута в аеродинамічній трубі.

## Основні відмінності від «Союзів»
- «Багаторазовість». «Кліпер» має капсулу, що повертається на Землю, котру можна буде використовувати неодноразово;
- «Кліпер» може виводити на орбіту 6 осіб і до 700 кг корисного вантажу («Союз» — тільки 3 особи і 200 кг вантажу);
- Більший внутрішній об'єм додає комфорту і дозволяє збільшити час автономного польоту
- «Кліпер» зможе повертати до 500 кг корисного вантажу («Союз-ТМА» — 100 кг);
- універсальність: корабель може використовуватися для доставки екіпажу і вантажу на орбітальну станцію, екстреної евакуації екіпажу станції, для виводу на орбіту «космічних туристів», для міжпланетних польотів тощо;
- «Кліпер» здатен робити складніші маневри на орбіті, передбачається, що він буде безпечнішим і комфортнішим.

## Будова корабля
Конструктивно «Кліпер» складається із повертаного апарата (АП) та орбітального відсіку. Головна особливість — це АП типу «несущий корпус» зі своєрідною «праскоподібною» (хоча, більшість спеціалістів вже охрестили апарат «лаптем») формою. Істотно вища аеродинамічна якість (0,6—1,8 на гіперзвуці проти 0,25—0,3 у «фари» «Союза») дозволяє здійснювати планеруючий спуск у верхніх шарах атмосфери, що знижує теплові навантаження і дозволяє використовувати багаторазовий теплозахист. Конструкція також дозволяє «прасці» здійснювати бокові маневри в межах 500—600 км, в той же час як «фа́рам» при спуску з орбіти вдається зкорегувати не більше 70—80 км. На відміну від «Союза» «праска» аеродинамічно нестійка, тому для утримання потрібної орієнтації при спуску на АП передбачені аеродинамічні щитки. Крилатий АП в цілому зберіг фюзеляж безкрилого, але попри це, має високу аеродинамічну якість на дозвуку (до 4-5), що дозволяє робити приземлення на аеродроми як звичайний літак.
Орбітальний відсік спроєктований на базі орбітального відсіку «Союза». З нього ж візьмуть системи зближення і стиковки. Двигуни орбітального маневрування передбачається зробити на парі етанол/рідкий кисень. Запас ХШ ~420 м/с.
Знизу до орбітального відсіку пристикований модуль із твердопаливними двигунами системи аварійного рятування (САР). Вони ж використовуються для довиведення на орбіту.

## Технічні характеристики безкрилого корабля
| Стартова маса                                     | 13—14,5 тонн                         |
| Кількість членів екіпажа+пасажири                 | 2 + 4 при старті / 2 + 5 при посадці |
| Об'єм кабіни апарата, що повертається             | 20 м3                                |
| Маса апарата, що повертається                     | 7,1—9,8 т                            |
| Маса вантажу, що доставляється                    | 700 кг                               |
| Маса вантажу, що повертається                     | 500 кг                               |
| Маса вантажу, що видаляється в побутовому відсіці | 200 кг                               |
| Час автономного польоту (з екіпажем 6 чол)        | 5 діб                                |
| Час польоту в складі орбітальної станції          | 1 рік                                |
| Перевантаження при спуску                         | 2,5 g                                |
| Точність посадки                                  | (3—15) км                            |